# Faro Punta Curaumilla
El Faro Punta Curaumilla es un faro perteneciente a la red de faros de Chile, ubicado en la Bahía Laguna Verde de Valparaíso.

## Historia
Fue uno de los primeros faros en el país provisto con estación meteorológica y servicio de telefonía, el cual era utilizado para informar el movimiento de las naves a la Gobernación Marítima de Valparaíso y el estado del tiempo al Servicio Meteorológico de la Armada. Posee una señal de niebla que activa un tono audible de 300 Hz., con un alcance aproximado de 2 millas náuticas. Sirve principalmente para indicar la aproximación al puerto de Valparaíso desde el sur. 
Fue inaugurado el 15 de abril de 1893, pero la casa habitación que contiene data de 1910. Su estructura resultó muy dañada por el terremoto de 1906, por lo que fue sometido a un intenso proceso de restauración. El faro fue habitado hasta 1991, pasando a funcionar en forma automática desde entonces.